# Gustaf von Numers
Ne doit pas être confondu avec l’écrivain Gustaf von Numers
Gustaf von Numers, né le 31 juillet 1912 à Kangasala (Finlande) et décédé le 21 mai 1978 à Helsinki, était un peintre héraldiste et fonctionnaire finlandais, appartenant à la minorité de langue suédoise.
Son talent était étayé par l'indispensable connaissance théorique, à la fois historique et stylistique, de son art, et il est ainsi l'auteur de nombreux travaux érudits consacré à l'héraldique.
Il fut le créateur de nombreuses armoiries officielles et familiales.
Von Numers a été un membre fondateur de la "Société finlandaise d'héraldique" et son premier président (1957 - 1964), ainsi que membre de l' Académie internationale d'héraldique depuis sa fondation en 1949.
Le célèbre écrivain et dramaturge homonyme Gustaf von Numers lui était apparenté.

## Prix Gustaf von Numers
En 1982, le prix international Gustaf von Numers, Prix de l'art héraldique et de la conception, a été créé en mémoire de Gustaf von Numers. Il est décerné à des artistes qui se sont distingués dans cet art.
Il est le "Prix Nobel" de l'héraldique et Prix national de littérature.

## Réalisations
- Collier de l’ordre de la Rose blanche de Finlande (adaptation en 1963)[1]